# Coulommes-la-Montagne
Coulommes-la-Montagne település Franciaországban, Marne megyében. Lakosainak száma 207 fő (2022. január 1.). Coulommes-la-Montagne Méry-Prémecy, Ormes, Pargny-lès-Reims, Saint-Euphraise-et-Clairizet és Vrigny községekkel határos.

## Népesség
A település népességének változása:
| Lakosok száma | 144  | 206  | 228  | 204  | 231  | 218  | 208  | 205  | 206  | 207  |
|               | 1968 | 1982 | 1990 | 2006 | 2013 | 2015 | 2017 | 2019 | 2020 | 2022 |